# Cody Laurendi
Cody Matthew Laurendi (Melbourne, Florida, Estados Unidos; 15 de agosto de 1988) es un exfutbolista estadounidense-puertoriquense. Jugaba de portero. Fue internacional absoluto con la selección de Puerto Rico desde el año 2017.
Anunció su retiro en marzo de 2021.

## Clubes
| Club                     | País           | Año       |
| ------------------------ | -------------- | --------- |
| RRFC Montegnée           | Bélgica        | 2008-2010 |
| Puerto Rico Islanders    | Puerto Rico    | 2010-2012 |
| Fort Lauderdale Strikers | Estados Unidos | 2013      |
| LA Galaxy II             | Estados Unidos | 2014      |
| Austin Aztex             | Estados Unidos | 2015      |
| Oklahoma City Energy     | Estados Unidos | 2016-2021 |